# In Hearts Wake
In Hearts Wake est un groupe australien de metalcore, originaire de Byron Bay.

## Histoire

### Débuts (2006–2010)
In Hearts Wake est formé en 2006 à Byron Bay et se compose de Jake Taylor (chant), Ben Nairne (guitare électrique), Eaven Dall (guitare électrique), Kyle Erich (basse) et Caleb Burton (batterie).
Le premier EP du groupe, intitulé Into the Storm, est publié en 2007 en autoproduction. Le premier album The Gateway, sorti un an plus tard, est également financé de leur propre poche. En juin 2010, le groupe entre en studio avec Dan Brown pour enregistrer un split EP avec le groupe de metal progressif The Bride, originaire de la banlieue de Sydney. Celui-ci sort fin 2010 sur New Justice Records.

### DivinationetEarthwalker(2011–2015)
En juillet 2012, le groupe signe son premier contrat d'enregistrement professionnel avec UNFD. Le premier album du groupe, Divination, est enregistré aux États-Unis par Josh Schroeder dans les studios Random Awesome et sort le 31 août 2012. En septembre 2012, ils jouent avec Like Moths to Flames et Hand of Mercy en tant que première partie de la tournée Homebound de Dream On, Dreamer en Australie. L'album se classe 27e dans les charts nationaux. Quatre shows suivent la tournée Homebound fin septembre en tant que première partie d'Enter Shikari.
Fin mars 2013, le groupe donne quatre concerts en Nouvelle-Zélande. En juin, le groupe fait de nouveau une tournée en Australie en tant que tête d'affiche. Counterparts, The Storm Picturesque et Stories se produisent en première partie. En septembre, Landscapes effectue sa première tournée européenne en première partie de The Amity Affliction. La tournée Brothers in Arms se déroule en Belgique, en Allemagne, au Royaume-Uni, en France et en Autriche. In Hearts Wake joue également en première partie de la tournée australienne de The Amity Affliction, aux côtés de Chelsea Grin et Stick to Your Guns.
En mars 2014, le groupe participe pour la première fois au Soundwave Festival. Auparavant, le groupe avait effectué une tournée de tête d'affiche en Australie en janvier et février 2014. Hand of Mercy et Hellions se produisent en première partie. La tournée se nomme Skydancer-Tour et doit servir à la fois de publicité pour le single du même nom et pour leur projet Skydancer,.
Le 2 mai 2014, le deuxième album du groupe, intitulé Earthwalker, sort dans le monde entier via UNFD. Du 4 au 15 juin 2014, la tournée Earthwalker Australia Tour a lieu pour promouvoir l'album en Australie. Le groupe est accompagné par Dream On, Dreamer, Being as an Ocean, Endless Heights et Sierra. Début mars 2015, le troisième album studio du groupe est annoncé pour mai 2015. Celui-ci s'intitule Skydancer et doit poursuivre le concept que le groupe avait entamé avec l'album précédent. Le groupe aurait enregistré l'album en même temps que Earthwalker.

### DeEquinoxàArk(2016–2019)
Le 19 avril 2016, le groupe annonce qu'il travaille sur un EP collaboratif avec Northlane intitulé Equinox. Il est enregistré en janvier 2016 à Melbourne avec le producteur Will Putney. L'EP comprend trois chansons : Refuge, Equinox et Hologram et sort le 20 avril 2016, par l'intermédiaire de l'UNFD. Pour promouvoir l'EP, Northlane et In Hearts Wake se sont retrouvés en tête d'affiche d'une tournée en juin, avec en première partie Hands Like Houses et Ocean Grove. Le 5 décembre 2016, Conor Ward, membre de la tournée, est officiellement annoncé comme le nouveau batteur du groupe.
Le 2 avril 2017, le groupe dévoile une nouvelle chanson Warcry lors de leur tournée britannique en soutien à While She Sleeps. Le 26 avril, un autre single, Passage, est publié, et il est annoncé que les deux titres sont extraits de leur prochain album Ark, sorti le 26 mai 2017. Avant la sortie de l'album, le groupe annonce une tournée australienne en tête d'affiche avec While She Sleeps et Crossfaith en juillet 2017. Le groupe annonce également son initiative We Are Waterborne, visant à nettoyer les plages en Australie et dans le monde entier avec ses fans. En raison du soutien massif et des louanges pour l'initiative, le groupe sort un troisième titre de Ark, Waterborne, le 23 mai 2017. Après la sortie de Ark le 26 mai, l'album débute à la troisième place des ARIA Charts australiens.
Tous les bénéfices de la vente de leur album suivant, Ark Prevails, via le modèle name your price (« dites un prix ») de Bandcamp, sont reversés à Sea Shepherd Australia. In Hearts Wake rejoint également la dernière partie de la tournée du Vans Warped Tour en 2018. Ils sont rejoints aux côtés de Motionless in White, Simple Plan, Unearth, Every Time I Die, Wage War, Chelsea Grin, Crown the Empire, Nekrogoblikon et bien d'autres. Après quoi, en juin, ils effectuent une tournée tous âges Ark Tour à Sydney, Melbourne et Brisbane.

### Kaliyuga(depuis 2020)
Le 17 mars 2020, le groupe dévoile un nouveau single intitulé Worldwide Suicide accompagné d'un clip vidéo dans lequel le groupe a l'intention de planter un arbre pour chaque millier de vues que la vidéo ci-dessous génère. Le 1er avril, comme pour la pochette de l'album Seaskimmer, le groupe dévoile une autre pochette d'album intitulée Hellbringer, en guise de poisson d'avril. Le 24 avril, le groupe publie le deuxième single Son of a Witch de leur cinquième album studio, Kaliyuga, dont la sortie est prévue pour le 7 août 2020, ainsi qu'un clip vidéo correspondant. Dans le même temps, le groupe a annoncé l'album lui-même, la pochette, la liste des titres et la date de sortie.
Le 27 mai, le groupe sort le troisième single Hellbringer avec Jamie Hails de Polaris. Le single est discrètement annoncé par le groupe comme un poisson d'avril avec la révélation que sur la « pochette de l'album » du single, ils avaient déjà annoncé que Hails figurerait sur la chanson puisque son visage était sur la pochette mais à moitié caché. Le même jour, le groupe révèle également d'autres musiciens invités qui figureront sur l'album. Le 8 juillet 2020, le groupe sort son quatrième single Dystopia. Le 5 août 2020, deux jours avant la sortie de l'album, le groupe sort son cinquième single Moving On.

## Discographie

### Albums studio
- 2008 : The Gateway
- 2012 : Divination (UNFD)
- 2014 : Earthwalker (UNFD)
- 2015 : Skydancer (UNFD)
- 2017 : Ark (UNFD, Rise Records)
- 2020 : Kaliyuga (UNFD, Rise Records)
- 2022 : Green Is the New Black (bande son)

### EP
- 2007 : Into the Storm

### Splits
- 2010 : Split avec The Bride (New Justice Records)
- 2016 : Equinox (split-EP qvec Northlane, UNFD)